# Tremenico
Tremenico (Trumènech in dialetto locale) è una frazione geografica di 167 abitanti della provincia di Lecco in Lombardia.

## Geografia fisica
Tremenico è situato in Valvarrone con il nucleo storico del capoluogo posto a circa 750 m s.l.m. Sia Tremenico che Avano sorgono lungo la strada provinciale 67 che collega il comune di Taceno, in Valsassina, a Dervio, sulla sponda orientale del Lago di Como.
Gran parte del territorio è coperto da boschi e, nella parte nord-orientale, da roccia tappezzata di flora alpina.

## Origini del nome
Il nome Tremenico ha probabilmente origine dalla parola latina terminicus, terminius, ovvero estremità. Il paese infatti, si trova proprio all' estremità della prima parte di Valvarrone.
Gli abitanti di Tremenico sono detti tremenicesi.

## Storia
Tremenico sorse nelle vicinanze della sorgente di acqua della fontana del “Poz”, oggi situata nella piazza di fronte alla Chiesa di Sant’ Agata. Il paese è formato da vecchie case in pietra, alcune adornate anche con vari affreschi di carattere religioso, costruite in modo molto ravvicinato tra loro. Pur facendo parte della Valvarrone, Tremenico fa storia a sé rispetto agli altri paesi sotto vari aspetti tra cui quello religioso. Infatti possiede una sua parrocchiale sin dal 1367, mentre gli altri tre centri abitati della valle (Vestreno, Sueglio, Introzzo) hanno sempre fatto riferimento alla chiesa di San Martino a Sueglio. La parrocchia di Tremenico, parte dell'arcidiocesi di Milano, nel corso dei secoli è stata visitata da diversi arcivescovi: San Carlo Borromeo, Andrea Carlo Ferrari, Alfredo Ildefonso Schuster, Giovanni Battista Montini (futuro Paolo VI) e Carlo Maria Martini.
Le attività che hanno sempre svolto un ruolo importante nell’economia sono stati l’allevamento, lo sfruttamento dei boschi e, dall’inizio del XX secolo l’attività di estrazione mineraria. A testimonianza dell’importanza che ha avuto l’allevamento per il paese, ancora oggi si può notare un grande agglomerato di stalle, chiamato “Fenil”, costruito nella parte alta del paese. La costruzione di questa seconda cittadina per il bestiame aveva lo scopo di sfruttare la maggiore quantità di sole e di caldo possibile anche durante l’inverno, per poter far sopravvivere gli animali nonostante le basse temperature della stagione.
Nei primi anni del Novecento, vennero poi scoperti dei giacimenti di feldspato, silicati di alluminio, sodio, calcio e potassio sul versante della valle di fronte al paese. Risale al 1907 l’apertura della prima miniera di feldspato. Da quel momento l’attività mineraria ha avuto un ruolo fondamentale nella vita di tutti gli abitanti di Tremenico.

A partire dagli anni Sessanta vengono costruite nuove abitazione fuori dal centro storico, lungo la strada che porta ai Roccoli Lorla, ed edifici pubblici, come l’ultima sede del Comune di Tremenico che ha ospitato anche le scuole elementari.                              Attualmente l'edificio è sede di una filiale delle Poste Italiane, del Dispensario farmaceutico della Valvarrone, dell'ambulatorio medico, dell'archivio storico del Comune di Tremenico, di un piccolo book crossing e dell’Ecomuseo della Valvarrone. Risalgono invece all’inizio del 2000 il parcheggio e il campo sportivo. Più recentemente è invece stato installato un wifi gratuito e una postazione per la ricarica di cellulari o bici elettriche. 

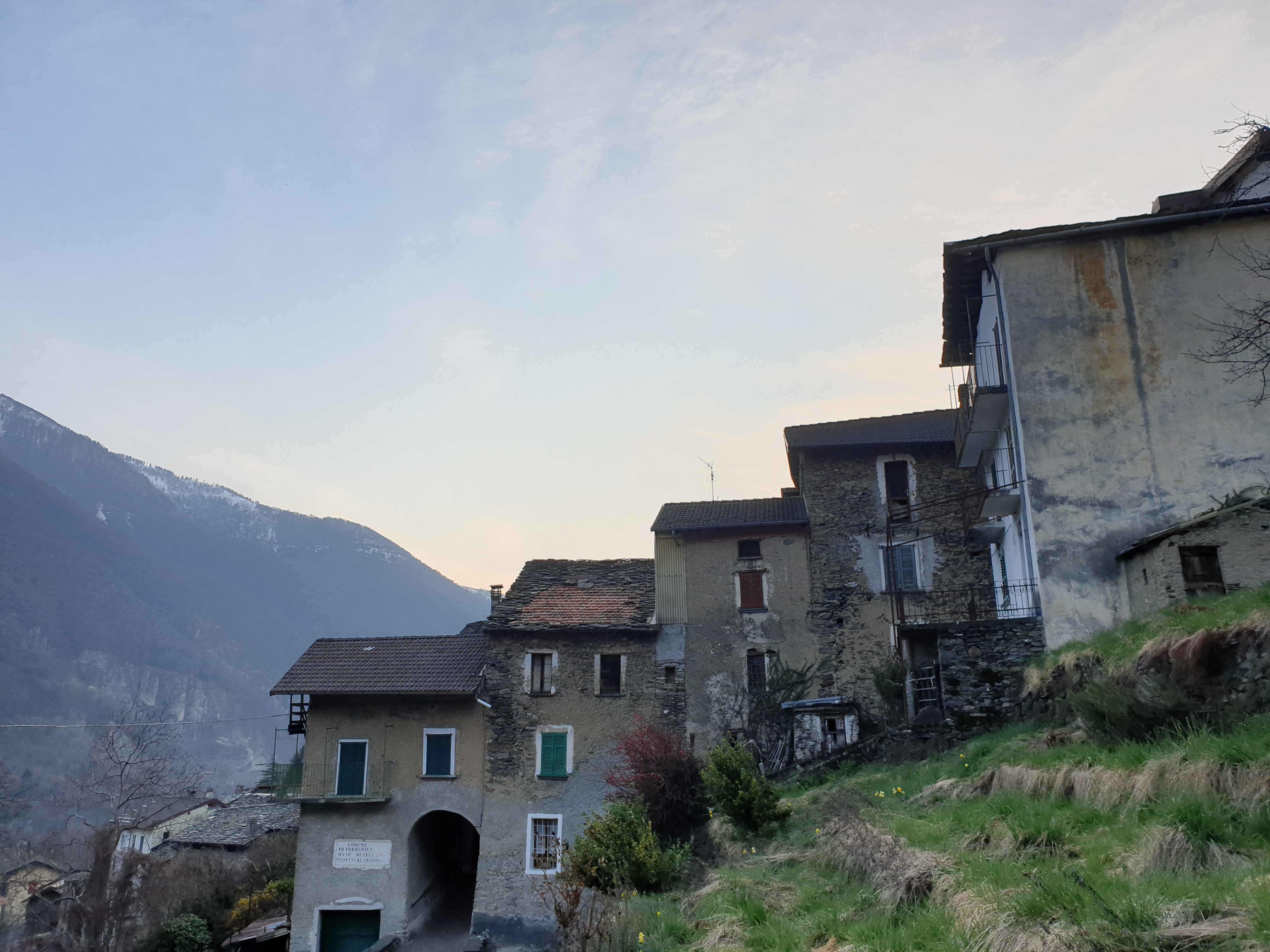
Vista sull'antica porta orientale che permetteva di accedere al paese.

A partire dal XVI secolo a causa della mancanza di lavoro, Tremenico fu caratterizzato da una massiccia emigrazione verso Piemonte, Veneto, Toscana e Roma, nonché vero la vicina Svizzera.
Insieme a Vestreno, Sueglio e Introzzo è stato tra i fondatori dell'Ecomuseo della Valvarrone. Il 22 ottobre 2017, in concomitanza con il referendum sull'autonomia in Lombardia, iniziò il processo di fusione con i vicini comuni di Introzzo e Vestreno per confluire nel comune di Valvarrone. La nuova istituzione comunale è diventata operativa il 1º gennaio 2018.

### Simboli

Vecchio stemma comunale

L'emblema del Comune di Tremenico era composto da: uno stemma verde, attraversato dal fiume Varrone, nei cui due angoli opposti erano presenti due stelle a 8 punte. Le due stelle si pensa possano rappresentare il Monte Legnone e il Monte Legnoncino.

## Monumenti e luoghi d'interesse

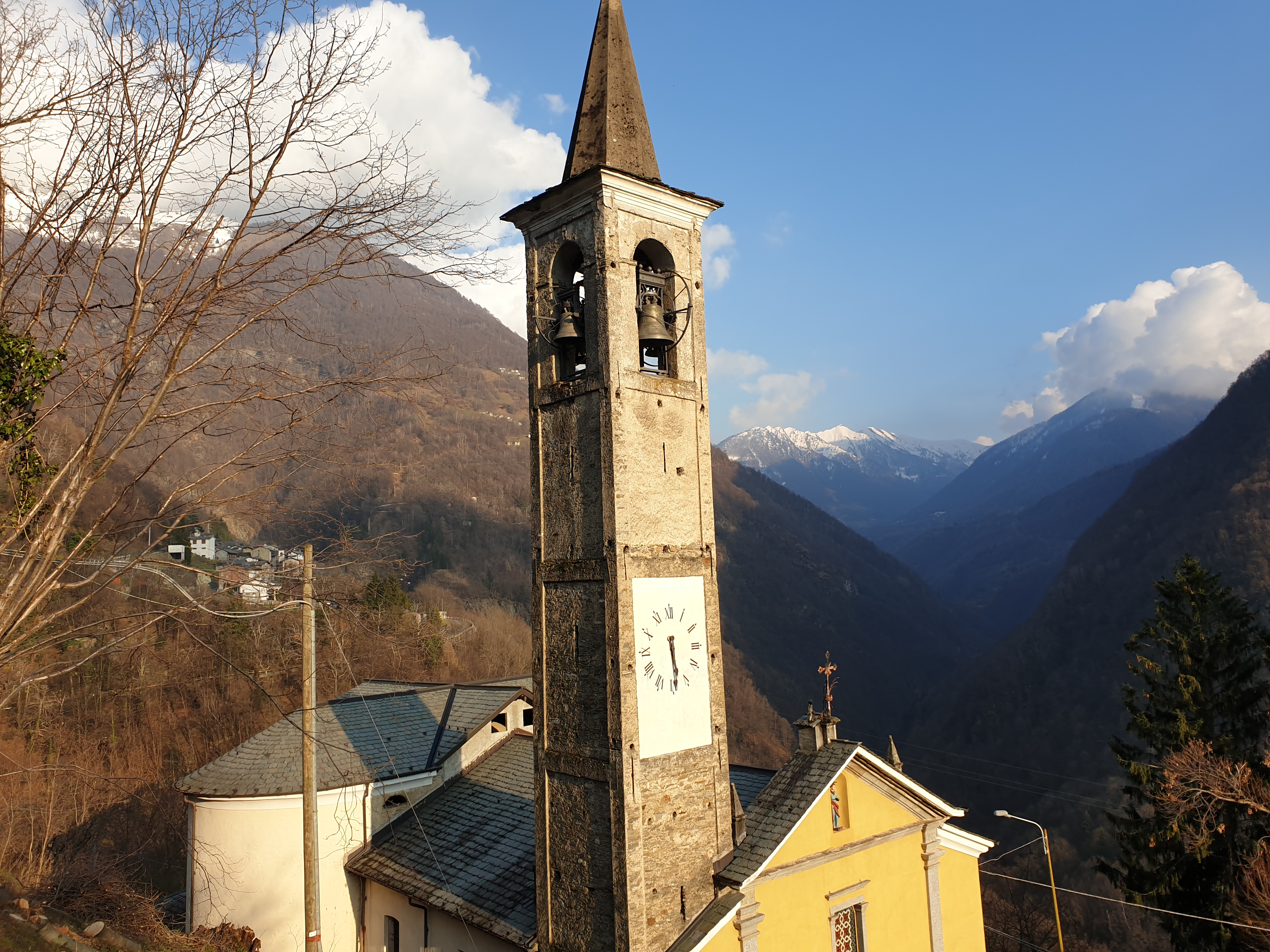
Chiesa parrocchiale di Sant'Agata

- Chiesa parrocchiale di Sant'Agata[9], collocata in una piazza con fontana risalente al 1838[7];
- Chiesa di Santa Maria Assunta, nella località di Avano;
- Oratorio di San Carlo;
- Miniere di feldspato, che sorgono sul versante della valle di fronte al paese
- Borgo contadino di Fenile[10];
- Museo Cantar di Pietra, unico museo civico di Valvarrone.

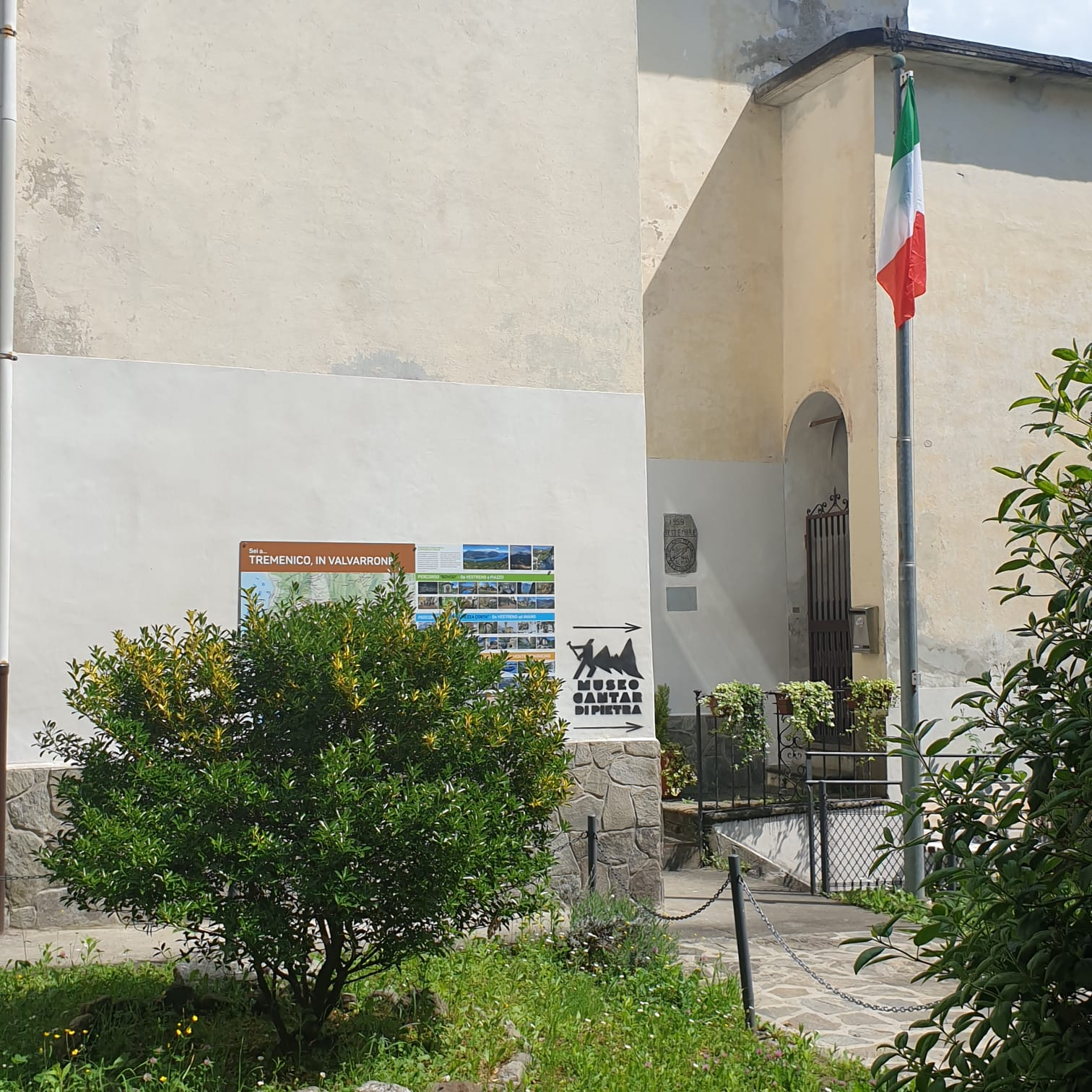
Museo Cantar di Pietra

## Società

### Evoluzione demografica
- 161 nel 1751
- 225 nel 1771
- 265 nel 1805
- annessione a Sueglio nel 1809
- 380 nel 1853
- 412 nel 1859

Abitanti censiti

## Geografia antropica
Avano
Avano o Aveno (anticamente chiamata così), frazione di Tremenico lungo la strada per Pagnona, prende forse il nome dal nobile greco C. Avieno Filosseno mandato in Valvarrone a “colonizzare” da Giulio Cesare. Situata a 771 metri s.l.m., si trova a circa un chilometro salendo dall'abitato di Tremenico, oltre la ripida e profonda valle dei Mulini, che divide le due terre. Ha conservato intatti i caratteri d'un tempo lontano. La chiesa dedicata a Maria Assunta in Cielo, già citata nel 1455, ricostruita nel 1644, e abbellita nel Settecento, deve considerarsi l'edificio di più vetusta fondazione. L'edificio è di grande interesse per la grazia tardo barocca degli stucchi che ornano, sopra il portale, l'effigie della patrona (1773) e quelli coevi dell'altar maggiore, che cingono una pala (Assunta e angeli) datata 1731 e rispondente alla declinazione locale del gusto dei Ligari, non consueti, almeno secondo questa tipologia, nella zona.
Ad Avano, si pensa sorgesse la Torre che sorvegliava l'entrata nella Comunità di Monte Introzzo, tanto che esiste ancora, nel dialetto locale, una località chiamata dent a la torr.
Durante la peste manzoniana, Avano fu, tra i cinque, il paese più colpito, tanto che sino a pochi anni fa, appena fuori da esso, esisteva una croce di legno posta a ricordo dei numerosi morti, forse, sul luogo in cui sorgeva il cimitero degli appestati. Un affresco del Seicento a tema religioso, realizzato sul muro esterno di una casa in fondo al paese, reca alcune scritte in lingua spagnola, il che sembrerebbe segnalare, che vi sia stata la presenza di frati benedettini. Si dice, inoltre, che una casa posta nella piazzetta in fondo alla località, sia stata utilizzata come prigione spagnola, in attesa che gli arrestati fossero trasferiti altrove. Da Avano parte il sentiero che conduce al Monte Legnone. Si tratta di un percorso di notevole interesse ambientale, che permette di attraversare zone assai diverse tra loro. Si risale la Val Rasga, che termina sulla cresta del Legnone, passando per l'ampia sella prativa dove si trova l'Alpe Agrogno basso. 

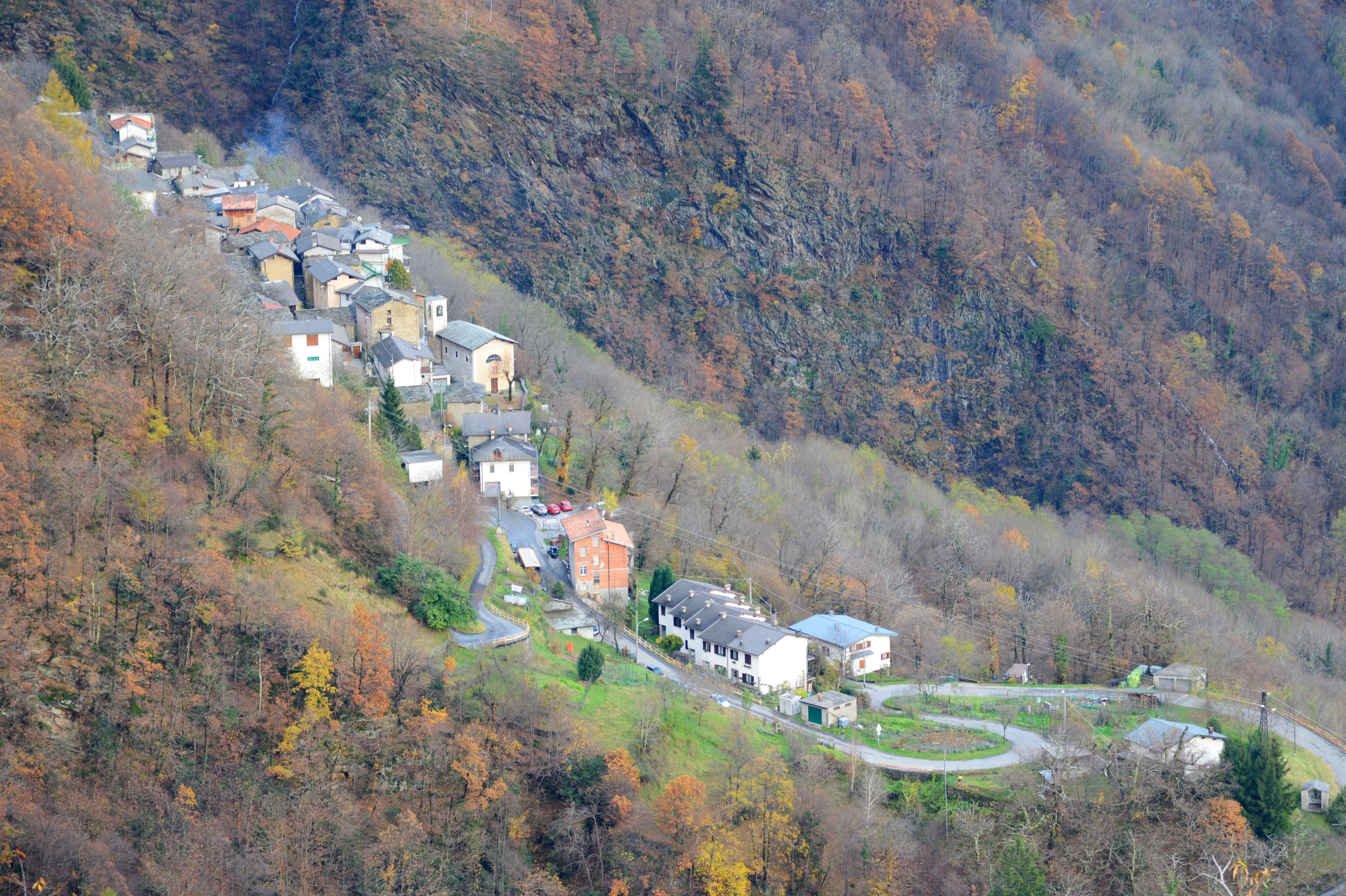
Avano, frazione di Tremenico

Benago
Fenile
Trattasi di una località. Nel 2016, il Comune di Tremenico ha deciso di candidare al Governo il recupero dell’antico nucleo rurale di Fenile, simbolo di un’epoca storica in cui l’attività agricola e zootecnica permetteva il sostentamento e regolava la vita della popolazione locale.

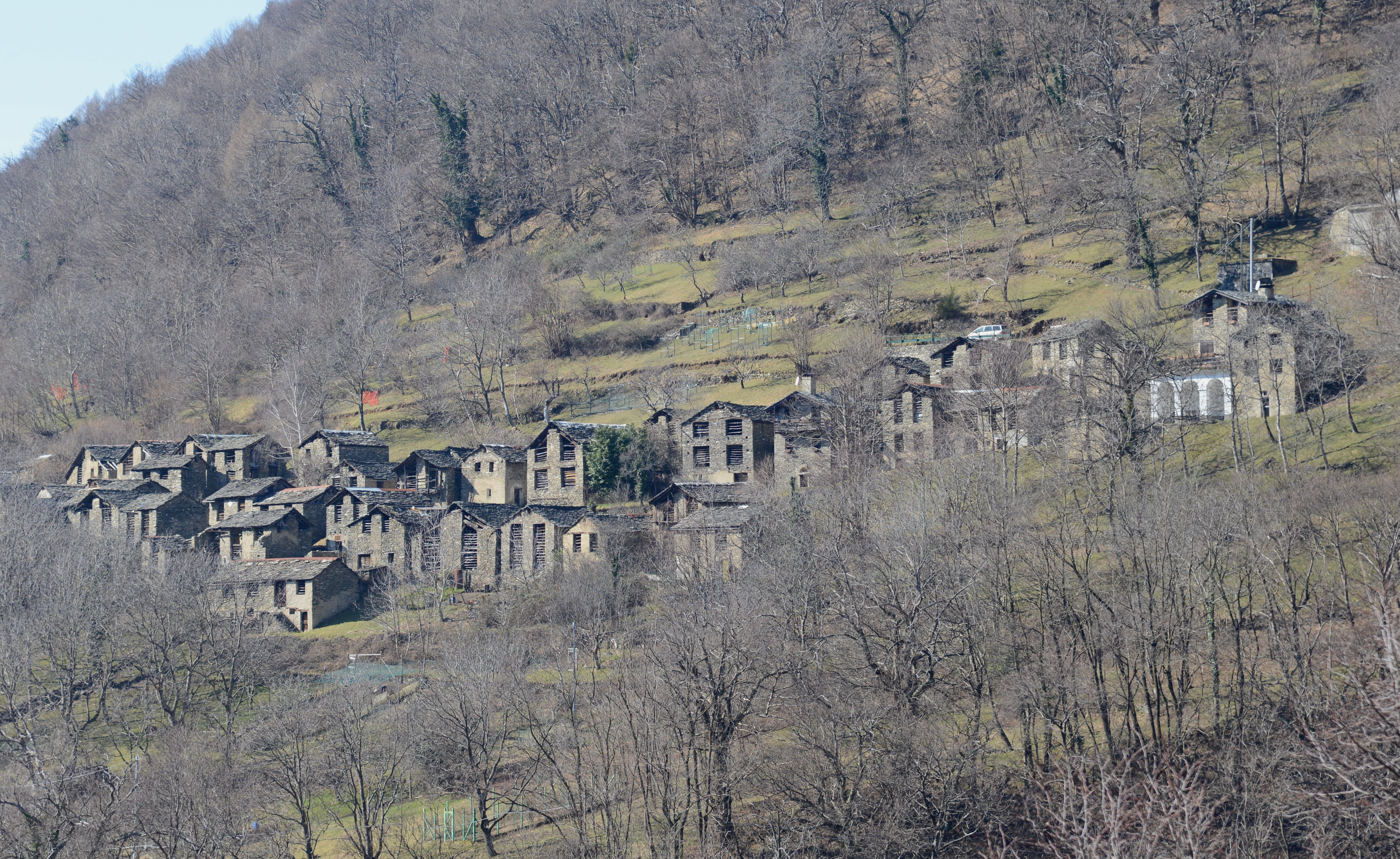
Il borgo rurale di Fenile, sopra Tremenico
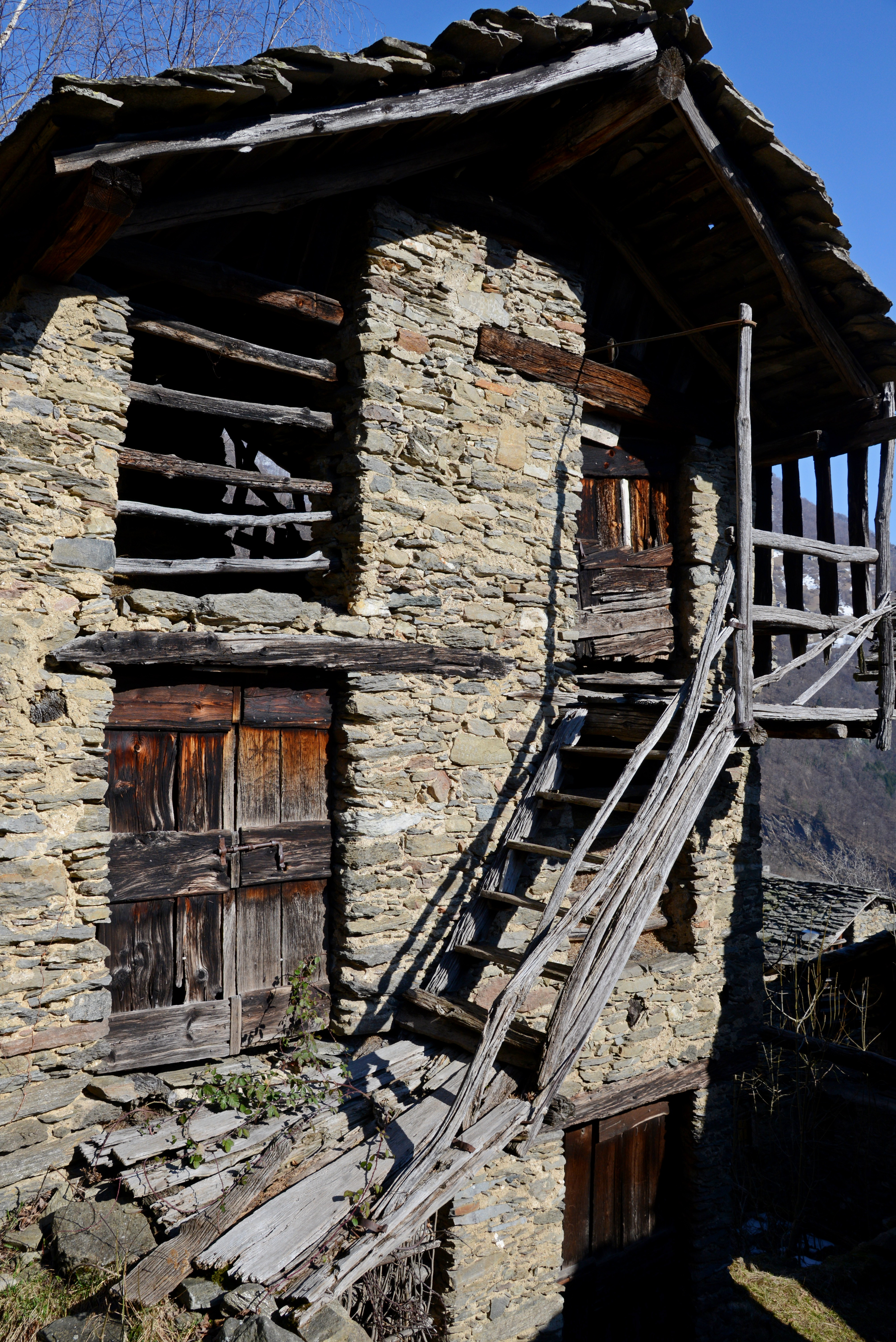
Una stalla di Fenile
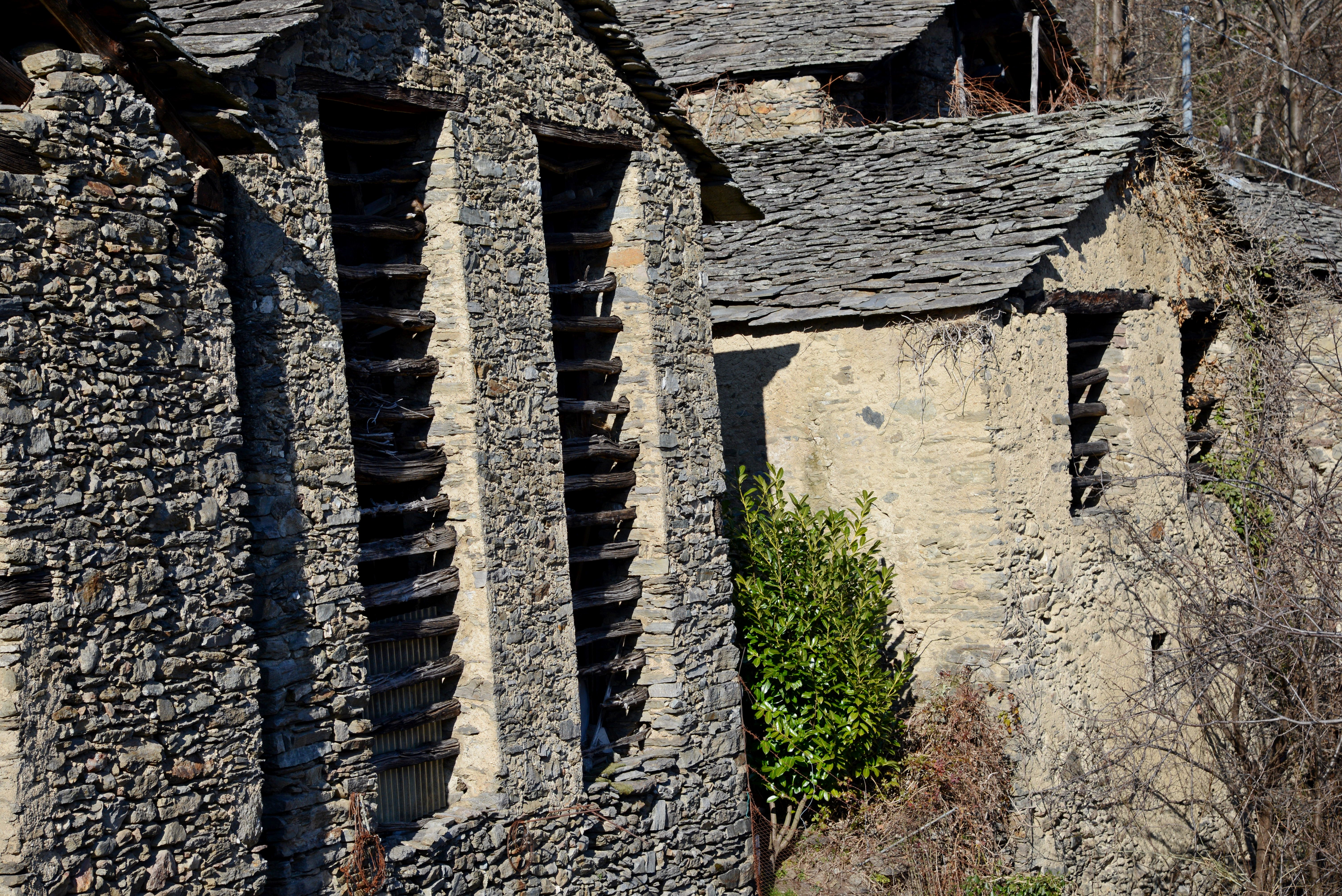
Scorcio di Fenile

Lentree
Consolino
Nella Valvarrone Consolino è conosciuta per la Madonnina presente.
Pernighera
Coldirola
Pezzaburo

## Economia
Oltre all'attività agricola e zootecnica, nel 1907 Abramo Rusconi scoprì a Tremenico un giacimento di feldspato, che fece vivere al paese un periodo di modesta prosperità economica. Le miniere sono tuttora in funzione pur impiegando pochi operai.

## Infrastrutture e trasporti
Per evitare la gola della Caurga, lungo la quale passavano dapprima una mulattiera (1862) e poi una carrozzabile (1917), fu costruita una galleria.
Oggi Tremenico è collegato al lago di Como e alla Valsassina grazie alla Strada Provinciale 67 dell'Alta Valsassina e Valvarrone, che attraversa il centro abitato di Tremenico a sud e quello di Avano a nord. La SP 67 permette di immettersi a Dervio nella Strada Statale 36. In paese è inoltre presente una fermata dell'autobus della linea Bellano-Dervio-Avano, con cui è possibile raggiungere la stazione ferroviaria di Bellano, situata sulla linea Milano Centrale-Lecco-Tirano.

## Amministrazione
Elenco dei sindaci di Tremenico nel periodo repubblicano, dal 1946, anno di fondazione della Repubblica italiana, al 31 dicembre 2017:
| Periodo                                 | Primo cittadino      | Partito                               | Carica  |
| --------------------------------------- | -------------------- | ------------------------------------- | ------- |
| da maggio 1945, a marzo 1951            | Bortolo Buzzella     |                                       | Sindaco |
| da marzo 1951, a giugno 1956            | Bortolo Pandiani     |                                       | Sindaco |
| da giugno 1956, a giugno 1970           | Francesco Rusconi    |                                       | Sindaco |
| da giugno 1970, a giugno 1980           | Giancarlo Conte      |                                       | Sindaco |
| da giugno 1980, a giugno 1995           | Santino Acquistapace |                                       | Sindaco |
| da giugno 1995, a giugno 2004           | Pierfranco Pandiani  | Lista civica "Per Tremenico ed Avano" | Sindaco |
| da giugno 2004, al 6 giugno 2009        | Ferruccio Adamoli    | Lista civica "Per Tremenico ed Avano" | Sindaco |
| dal 7 giugno 2009, al 25 maggio 2014    | Pierfranco Pandiani  | Lista civica "Per Tremenico ed Avano" | Sindaco |
| dal 26 maggio 2014, al 31 dicembre 2017 | Flavio Cipelli       | Lista civica "Obiettivo Comune"       | Sindaco |

Il 1º gennaio 2018, a seguito della consultazione popolare, è stato istituito il Comune di Valvarrone, mediante la fusione dei Comuni di Introzzo, Tremenico e Vestreno, in provincia di Lecco.

### Altre informazioni amministrative
Era parte della Comunità montana della Valsassina, Valvarrone, Val d'Esino e Riviera e dell'Unione dei comuni della Valvarrone.